# Estelle Grelier
Pour les articles homonymes, voir Grelier.
Estelle Grelier, née le 22 juin 1973 à La Roche-sur-Yon (Vendée), est une femme politique française.
Membre du Parti socialiste (PS), elle est nommée secrétaire d'État chargée des Collectivités territoriales le 11 février 2016 dans le gouvernement Valls II, puis confirmée dans le gouvernement Cazeneuve.

## Biographie

### Formation
Après l’obtention du baccalauréat, elle se présente au concours d’entrée de l’Institut d'études politiques de Grenoble. Elle en ressort diplômée en 1994.
Elle poursuit alors sa formation par un diplôme d'études supérieures spécialisées (DESS) à Strasbourg sur les relations franco-allemandes et les institutions européennes. Elle commence ensuite son expérience professionnelle à l’Assemblée nationale où elle travaille pendant trois ans comme assistante parlementaire.
En 1998, elle s’installe à Fécamp et devient directrice de cabinet du député-maire Patrick Jeanne.

### Parcours politique

#### Débuts
En 2001, elle se présente à Fécamp aux élections municipales sur la liste des partis de gauche conduite par Patrick Jeanne. Élue, elle est désignée première adjointe chargée des affaires sociales. Dans la foulée, elle est élue présidente de la Communauté de communes de Fécamp.
En 2004, Alain Le Vern la sollicite pour rejoindre la liste d’union de la gauche qu’il conduit aux élections régionales. Après la victoire, l’assemblée régionale de Haute-Normandie la désigne deuxième vice-présidente chargée de l’enseignement et des lycées.
En 2007, elle s’engage dans la campagne législative de la 9e circonscription de la Seine-Maritime. Elle obtient un peu moins de 47 % des votes face au député UMP sortant Daniel Fidelin. 
En 2008, les élections municipales confirment la nouvelle liste d'union de la gauche de Patrick Jeanne à 67 %. Estelle Grelier devient première adjointe chargée du développement durable et se voit réélue à la présidence de l'intercommunalité. Puis elle intègre le bureau de l’Assemblée des communautés de France (AdCF) et s’intéresse particulièrement aux questions économiques et au dossier de la réforme de la taxe professionnelle. Elle est aujourd'hui vice-présidente de l'AdCF chargée des affaires européennes. 
La même année, elle est élue présidente du Centre de gestion de Seine-Maritime.

#### Au Parlement européen
Candidate au sein du Parti socialiste aux élections européennes, elle est retenue par la Commission nationale du 28 février 2009 pour siéger en seconde position sur la liste nord-ouest que pilote Gilles Pargneaux. Le 7 juin 2009, elle est élue députée européenne et siège alors au sein de l'Alliance progressiste des socialistes et démocrates au Parlement européen.
Durant 3 ans, elle participe activement aux travaux du Parlement européen en qualité de membre titulaire de la Commission des budgets et de membre suppléante de la Commission Pêche. Elle a également fait partie de la Commission spéciale sur les perspectives financières en tant que membre suppléante. Elle a été membre des intergroupes Mer et zones côtières et Services publics. Elle est intervenue en faveur du maintien du budget du Programme européen d'aide aux plus démunis (PEAD), lié à la Politique agricole commune (PAC). Elle a aussi porté au niveau communautaire les combats syndicaux des salariés de Renault, M-real, Honeywell, Petroplus.

#### À l’Assemblée nationale
Le 1er décembre 2011, dans le cadre d'un processus de primaire, les militants socialistes la désignent à une très forte majorité (plus de 80 % des voix et un taux de participation d'environ 80 %) comme leur candidate aux élections législatives de juin 2012 dans la 9e circonscription de la Seine-Maritime. Cette circonscription remodelée (intégration des cantons de Bolbec et Saint-Romain-de-Colbosc, exclusion du canton de Montivilliers) est alors donnée acquise de façon certaine à la droite, quel que soit le résultat de l'élection présidentielle. Pourtant, dans le prolongement de la victoire de François Hollande, Estelle Grelier devance le député UMP sortant Daniel Fidelin au premier tour et l'emporte au second, le 17 juin 2012, avec 54,4 % des suffrages exprimés. Elle abandonne alors son mandat de députée européenne. Au palais Bourbon, Estelle Grelier est membre de la commission des Affaires étrangères et secrétaire de la commission des Affaires européennes.
Secrétaire nationale aux politiques européennes du Parti socialiste de 2012 à 2014, puis à la justice sociale depuis 2014, vice-présidente du groupe d'amitié France-Allemagne, elle préside le groupe d'étude Automobile de l'Assemblée nationale depuis fin 2012.
À l'occasion des élections législatives de 2017, elle échoue à se faire réélire. Avec un score de 17 %, elle est, comme de nombreux autres députés socialistes candidats — moyenne nationale du PS : 7,44 % —, battue dès le premier tour, distancée de 149 voix par la candidate du Front national. 
Elle est conseillère municipale et communautaire de Fécamp depuis mars 2014 et conseillère régionale de Normandie depuis décembre 2015. 

#### Au gouvernement
Lors du remaniement ministériel du 11 février 2016, elle est nommée secrétaire d'État chargée des Collectivités territoriales au ministère de l'Aménagement du territoire, de la Ruralité et des Collectivités territoriales auprès de Jean-Michel Baylet. Son suppléant Jacques Dellerie devient député de la 9e circonscription de la Seine-Maritime à sa place.

### Après la politique
Elle est recrutée, en mars 2018, comme directrice du développement du Groupe Saur, membre du Comité de direction et du COMEX. Le 1er juillet 2020, elle est nommée Directrice (Senior Executive Vice Presidente) de la Stratégie, du Développement et du Marketing. Le 1er janvier 2024, elle devient Présidente (CEO) du Groupe SAUR en France. 
Le 31 juillet 2020, elle est nommée membre indépendant du conseil d'administration du Groupe CNIM jusqu'à la reprise de ses activités par deux groupes industriels.
Le 11 juin 2024, elle intègre le Conseil de surveillance de l'Agence France Locale. 
En septembre 2024, elle devient Présidente de la Fédération Professionnelle des Entreprises de l'Eau (FP2E). 

## Décoration
Le 13 juillet 2023, Estelle Grelier est nommée au grade de chevalier dans l'ordre national de la Légion d'honneur.